# NGC 1337
NGC 1337 ist eine Balken-Spiralgalaxie vom Hubble-Typ SBc im Sternbild Eridanus am Südsternhimmel. Sie ist schätzungsweise 53 Millionen Lichtjahre von der Milchstraße entfernt und hat einen Durchmesser von etwa 90.000 Lichtjahren. Sie hat sehr dominante H-II-Gebiete, die auf Infrarot-Aufnahmen sehr gut zu sehen sind.

Die Beschaffenheit und Distanz der Galaxie ist der NGC 1042 sehr ähnlich und würde entlang der Rotationsachse ähnlich aussehen.
Das Objekt wurde am 10. November 1885 von Lewis Swift entdeckt.